# 西堀栄三郎
西堀 栄三郎（にしぼり えいざぶろう、1903年（明治36年）1月28日 - 1989年（平成元年）4月13日）は、日本の登山家、無機化学者、技術者。従四位。

## 来歴・人物

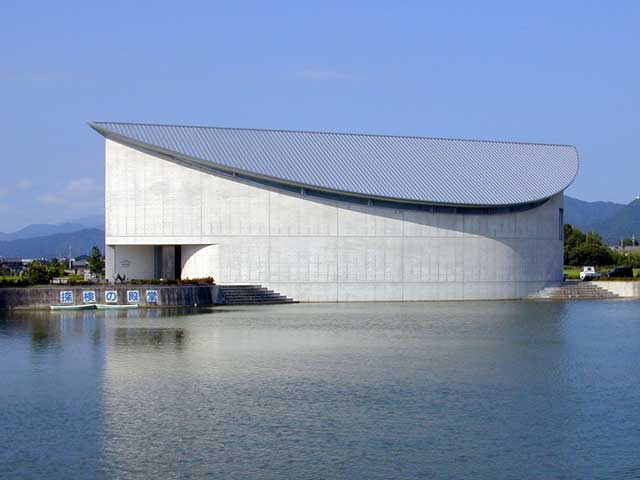
滋賀県東近江市にある『西堀榮三郎 記念探検の殿堂』

京都府出身。京都一中、三高を経て、京都帝国大学理学部化学科卒業。京大講師、助教授を歴任した後、東京電気（東芝）に移る。
1936年、京都大学より理学博士。論文の題は「分子線による化學的研究」。
東芝技術本部長時代には海軍の要請を受けて真空管「ソラ」を開発し、技術院賞を受賞した。材料不足の状態でも大量生産できるように、微細な部分に至るまで製造マニュアルを完備し、"新橋の芸者を集めてでも製造可能"とされた。
戦後は独立の技術コンサルタントとして統計的品質管理手法を日本の産業界に持ち込み、デミング賞や電電公社総裁賞を受賞。戦後日本の飛躍的な工業発展の礎のひとつとなった。
京大に助教授、教授として復帰、また、第1次南極観測隊の副隊長兼越冬隊長や日本山岳協会会長を務めた。日本初の8,000m級登山であるマナスル登山計画時にはネパール政府との交渉役となった。日本原子力研究所理事や日本生産性本部理事も務めた。
1973年、勳三等旭日中綬章受章。墓所は京都市東山区の大雲院。

## エピソード
- 幼少期は直径1メートルの小型の気球を製作したり、9歳の頃（1912年）には一人で電車を乗り継いで鳴尾まで飛行機を見に行ったことがあった。また、近所に飛行家の荻田常三郎がおり、伏見深草練兵場まで翦風号に乗る姿をよく見に行っていた[4]。
- 鹿沢温泉で『雪山讃歌』を作詞した（メロディはPercy Montross作曲の『いとしのクレメンタイン』）。
- 旧制中学以来の親友である桑原武夫[注 2]や今西錦司[注 3]と共に京都大学の学生時代から登山家として活動した。
- 語学が堪能であり、1922年、旧制第三高等学校の生徒だったとき、ノーベル賞受賞直後に日本滞在中のアインシュタインに3日間通訳として同行し、京都を観光案内した[注 4][5]。
- 妻は今西錦司の妹である。妻が「結婚してからも、西堀に聞いたことがあるんですよ。あなた今西の兄と私とどっちが好きなの?」と問い詰めた、というほど今西と親しかった[6]。
- 植村直己に六分儀の使用法を教えるなど、植村の支持者の一人であった。
- 1973年、70歳の時にネパールの未踏峰ヤルン・カン（カンチェンジュンガ西峰）登山隊長となり、3週間かけて5500mのベースキャンプまで行った[注 5]。このとき、宇宙塵の収集をした[7]。
- 文鮮明と交流があり、日韓トンネル構想を日本へと持ち帰り日韓トンネル研究会を創設した[8]。

## 主な著書
- 『南極越冬記』 岩波新書 1958年
- 『百の論より一つの証拠―現場研究術』 日本規格協会 1985年
- 『創造力 - 自然と技術の視点から』 講談社 1990年
- 『石橋を叩けば渡れない』 生産性出版 1999年
- 『西堀流新製品開発―忍術でもええで』 日本規格協会 2003年
- 『ものづくり道』 新版ワック 2004年
- 『西堀榮三郎選集（全4巻）』悠々社 1991年

## 西堀栄三郎を演じた俳優
- 小沢栄太郎（映画『植村直己物語』／製作：毎日放送、電通。配給：東宝。1986年）- 役名は西川栄二郎。
- 香川照之（テレビドラマ『南極大陸』／TBS。2011年） - 役名は星野英太郎。

## 西堀榮三郎記念 探検の殿堂
西堀榮三郎の祖父の家があった近くの滋賀県東近江市横溝町419番地に平成6年8月に開設し、さまざまな企画・展示を行っている。